# Тулебрас
Тулебрас (ісп. Tulebras) — муніципалітет в Іспанії, у складі автономної спільноти Наварра. Населення — 129 осіб (2009).
Муніципалітет розташований на відстані близько 240 км на північний схід від Мадрида, 95 км на південь від Памплони.

## Демографія
Динаміка населення (INE ):